# Eudokia von Heliopolis

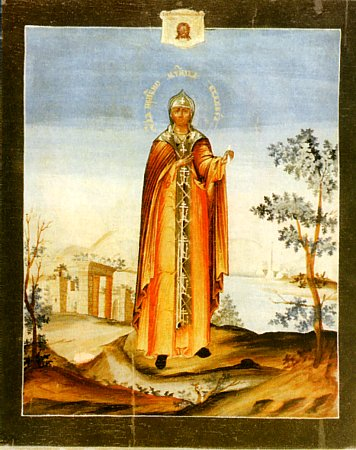
Eudokia von Heliopolis

Eudokia (auch: Eudoxia) († um 107 oder 114 in Heliopolis in Phönizien) war eine christliche Märtyrerin und Heilige.

## Leben
Der Überlieferung nach stammte Eudokia aus Samaria, möglicherweise erklärt sich ihr Beiname, „die Samariterin“, aber aus ihrer späteren Wohltätigkeit. Der Legende nach führte sie zunächst ein freizügiges Leben und zog als attraktive junge Frau zahlreiche Männer an, mit denen sie sündhaft verkehrt haben soll. Hierdurch erlangte sie großen Reichtum, ehe sie schließlich dem Christen Germanus begegnete, der sie zum Christentum und zur Aufgabe ihres Lebenswandels bewog. Eudokia zog im Büßergewand durch Heliopolis zum Bischof, Theodot, der sie taufte. Sie ließ ihre Dienerschaft frei und verschenkte ihr ganzes Vermögen an die Armen. Sie zog sich in die Einsamkeit zurück, wo sie ein Leben der Buße führte. Während einer erneuten Christenverfolgung ließ der Präfekt Vincentius die wegen ihrer Heiligkeit hoch geehrte Eudokia schließlich zu sich rufen. Da sie sich weigerte, den Göttern zu opfern, ließ er sie enthaupten. Ihr Martyrium wird in die Zeit Kaiser Trajans datiert, entweder in das Jahr 107 oder 114. Der Name Eudokias ist auch im Martyrologium Romanum verzeichnet.
Ihr Gedenktag ist der 1. März.